# كارلوس فورتيس (لاعب كرة قدم)
كارلوس فورتيس (بالهولندية: Carlos Fortes)‏ هو لاعب كرة قدم هولندي في مركز الهجوم، ولد في 27 أبريل 1974 في روتردام في هولندا. لعب مع سبارتا روتردام وفيتيسه آرنهم.